# (6717) Antal
(6717) Antal est un astéroïde de la ceinture principale.

## Description
(6717) Antal est un astéroïde de la ceinture principale. Il fut découvert le 10 octobre 1990 à Tautenburg par Freimut Börngen et Lutz Dieter Schmadel. Il présente une orbite caractérisée par un demi-grand axe de 2,81 UA, une excentricité de 0,24 et une inclinaison de 6,4° par rapport à l'écliptique.
Il est nommé d'après l'astronome slovaque Milan Antal.